# Дюканжов списък
Дюканжов списък (каталог) е съставен през XII в. на гръцкия език списък на българските архиепископи.

## История
Сисъкът спада към към т.нар. епархийски списъци, изготвяни от патриршеската канцелария в Цариград и съдържащи информация за църковните центрове в Империята, които са били подчинени на Патриаршията. Съставен е в средата на XII в. от неизвестен автор, пожелал да изготви изчерпателен списък на предстоятелите на Българската църква и на нейната наследничка – Охридската архиепископия, като същевременно представя кратки биографични данни за тях.  
Паметникът е открит от френския учен Шарл дю Канж, който го издава през 1680 г. Поради това списъкът носи неговото име. 
В България списъкът е издаден за пръв път от Йордан Иванов в „Български старини из Македония“. 

## Ръкописи
Използваният някога от Дюканж ръкопис се намира днес във Френската национална библиотека, Париж (сигнатура Grec 880, лист 407б – 408а). Друг препис е запазен в Държавния исторически музей, Москва (сигнатура Син. гр. 286), а  
трети препис на каталога е открит в Общинската библиотека на гръцкия град Тирнавос.

### Структура
Дюканжовият списък се състои от 2 части. Първата част е съставена по книжовни и устни предания, поради което съдържа имената на лица, които не са били български архиепископи, а от друга страна в нея не присъстват имената на първите преславски архиепископи и патриарси. Втората част на списъка е почти изчерпателна – започва с името на последния преславско-доростолки патриарх Дамян, след което продължава с имената на архиепископите на Охридската архиепископия, създадена от Василий II Българоубиец и наречена „Българска“.  
Списъкът завършва с името на охридския архиепископ Йоан Комнин, което дава основание да се приеме, че документът е съставен именно по времето, през което той е начело на Охридската архиепископия. 

### Текст
| „ | Архиепископи на България 1. Протоген, архиепископ на Сердика, чрез когото светите отци възразили на философа, който хулил Светия дух, както може да се види в дневниците на самия първи събор. 2. Методий, рожден брат на самия Кирил философа, ръкоположен за архиепископ на Морава Панонска от папа Николай, който бил след Адриан в Рим. 3. Горазд, ръкоположен от Методий, а после изгонен от духоборците. 4. Климент, като станал епископ на Тивериопол или Велика, сетне бил натоварен от Борис, цар на българите, да надзирава третия дял на българското царство, т.е. от Солун до Йерихо и Канина или [и] Тасипият. 5. Дамян [свидетелствал] в Доростол, сега [наричан] Дристра. При него България бе почетена за автокефална. Той, по заповед на император Роман Лакапин, бил провъзгласен за патриарх от императорския съвет, а после бил свален от Йоан Цимисхи. 6. Герман, наричан Гаврил, [свидетелствал] във Воден и Преспа. 7. Филип [свидетелствал] в Лихнида, в древността наричана Сасарипа, а сега Ахрида. 8. Йоан и той [свидетелствал] в Ахрида. Той бил от Дебър, от село Агноандики, игумен на тогавашния манастир „Света Богородица“. 9. Лъв, пръв от ромеите, [бивш] хартофилакс на Великата църква в Цариград. Той съградил долната църква [в Охрид] на името на светата Божия премъдрост [Св. София]. 10. Теодул, [бивш] игумен на „Свети Мокий“. Той съградил горната голяма църква [в Охрид] с помощта на Йоан Андзас. 11. Йоан Лампийски, монах от Олимпийската планина (в Мала Азия). 12. Янис Аин, [бивш] игумен на Арицийския манастир. 13. Теофилакт, родом от Еврип, ритор [проповедник] и дякон на Великата църква [„Св. София“ в Цариград]. 14. Лъв Мунг [Немия], от еврейски произход, бил по-рано, както и неговите деди, мисионер у езичниците. 15. Михаил, по прозвище Максим, скопец, бил остиарий [дверник] между патриаршеските чиновници и дякон на Великата църква. 16. Йоан, монах Комнин, като светско лице Ариан, всечестен севаст и син на приснопаметния деспот, всечестнейшия пръв севастократор кир Исак Комнин, който в божествен и монашески образ бе преименуван Йоан, брат на император Алексий Комнин, и син на приснопаметната госпожа, всечестнейшата първа севастократорка кира Ирина, в божествен и ангелски образ преименувана Ксения, дъщеря на всеблагороднейшия властодържец на цяла Алания и първа братовчедка на господарката кира Мария Аланска, бивша съпруга на император кир Михаил Дука и [сетне] на император кир Никифор Вотаниат. | “ |